# Caelostomus albertisi
Caelostomus albertisi là một loài bọ chân chạy thuộc phân họ Pterostichinae. Loài này được Straneo mô tả đầu tiên năm 1938.
Loài này có ở Indonesia, New Guinea và Úc.